# Rhipidia (Rhipidia) pratti
Rhipidia (Rhipidia) pratti is een tweevleugelige uit de familie steltmuggen (Limoniidae). De soort komt voor in het Neotropisch gebied.